# أسيد الجبل
أُسَيْد الجبل (الاسم العلمي: Bassariscus sumichrasti) (بالإنجليزية: Cacomistle)‏ هو نوع من الحيوانات يتبع جنس البسارسك من الفصيلة الراكونية.